# Аджиджа
Аджиджа (рум. Agigea) — село у повіті Констанца в Румунії. Входить до складу комуни Аджиджа.
Село розташоване на відстані 203 км на схід від Бухареста, 9 км на південь від Констанци.

## Населення
За даними перепису населення 2002 року у селі проживали 4078 осіб.
Національний склад населення села:
| Національність | Кількість осіб | Відсоток |
| -------------- | -------------- | -------- |
| румуни         | 3704           | 90,8%    |
| татари         | 342            | 8,4%     |
| турки          | 18             | 0,4%     |
| угорці         | 5              | 0,1%     |

Рідною мовою назвали:
| Мова      | Кількість осіб | Відсоток |
| --------- | -------------- | -------- |
| румунська | 3735           | 91,6%    |
| татарська | 316            | 7,7%     |
| турецька  | 16             | 0,4%     |